# Adam Musil
Adam Musil (* 26. března 1997 Delta, Britská Kolumbie) je česko-kanadský hokejový útočník působící v týmu Bílí Tygři Liberec v Tipsport extralize. Pochází z hokejové rodiny; jeho otcem je František Musil a matkou bývalá tenistka Andrea Holíková. Dědečkem je Jaroslav Holík a strýcem Bobby Holík. Jeho bratrem je David Musil.

## Ocenění a úspěchy
- 2015 CHL - Top Prospects Game

## Prvenství
- Debut v ČHL - 19. září 2019 (Mountfield HK proti Bílí Tygři Liberec)
- První asistence v ČHL - 13. října 2019 (HC Kometa Brno proti Bílí Tygři Liberec)
- První gól v ČHL - 17. listopadu 2019 (PSG Berani Zlín proti Bílí Tygři Liberec, brankáři Marku Čiliakovi)
- První hattrick v ČHL - 15. prosince 2020 (Bílí Tygři Liberec proti HC Energie Karlovy Vary)

## Klubová statistika
| Sezóna       | Klub                   | Soutěž       |     | Základní část | Základní část | Základní část | Základní část | Základní část |    | Play off | Play off | Play off | Play off | Play off |
| Sezóna       | Klub                   | Soutěž       | Z   | G             | A             | B             | TM            | Z             | G  | A        | B        | TM       |          |          |
| 2012-13      | Red Deer Rebels        | WHL          | 3   | 0             | 0             | 0             | 0             | 3             | 0  | 0        | 0        | 2        |          |          |
| 2013-14      | Red Deer Rebels        | WHL          | 60  | 11            | 18            | 29            | 36            | 1             | 0  | 0        | 0        | 0        |          |          |
| 2014-15      | Red Deer Rebels        | WHL          | 66  | 15            | 24            | 39            | 71            | —             | —  | —        | —        | —        |          |          |
| 2015-16      | Red Deer Rebels        | WHL          | 66  | 19            | 24            | 43            | 46            | 17            | 3  | 7        | 10       | 19       |          |          |
| 2016-17      | Red Deer Rebels        | WHL          | 56  | 20            | 31            | 51            | 74            | 5             | 0  | 4        | 4        | 0        |          |          |
| 2016-17      | Chicago Wolves         | AHL          | 2   | 0             | 0             | 0             | 0             | 6             | 3  | 2        | 5        | 2        |          |          |
| 2017-18      | San Antonio Rampage    | AHL          | 54  | 3             | 8             | 11            | 22            | —             | —  | —        | —        | —        |          |          |
| 2018-19      | San Antonio Rampage    | AHL          | 65  | 6             | 8             | 14            | 20            | —             | —  | —        | —        | —        |          |          |
| 2019-20      | Bílí Tygři Liberec     | ČHL          | 51  | 9             | 6             | 15            | 72            | —             | —  | —        | —        | —        |          |          |
| 2019-20      | HC Benátky nad Jizerou | 1.ČHL        | 7   | 2             | 7             | 9             | 0             | —             | —  | —        | —        | —        |          |          |
| 2020-21      | Bílí Tygři Liberec     | ČHL          | 46  | 14            | 10            | 24            | 36            | 15            | 3  | 1        | 4        | 31       |          |          |
| 2021-22      | HC Dynamo Pardubice    | ČHL          | 53  | 17            | 18            | 35            | 75            | 5             | 3  | 0        | 3        | 4        |          |          |
| 2022-23      | HC Dynamo Pardubice    | ČHL          | 47  | 8             | 7             | 15            | 60            | 11            | 2  | 2        | 4        | 4        |          |          |
| 2023-24      | HC Dynamo Pardubice    | ČHL          | 33  | 6             | 9             | 15            | 16            | 16            | 3  | 5        | 8        | 9        |          |          |
| Celkem v ČHL | Celkem v ČHL           | Celkem v ČHL | 230 | 54            | 50            | 104           | 259           | 47            | 11 | 8        | 19       | 48       |          |          |

## Reprezentace
| Rok                       | Tým                       | Soutěž                    | Z | G | A | B | TM |
| ------------------------- | ------------------------- | ------------------------- | - | - | - | - | -- |
| 2017                      | Česko 20                  | MSJ                       | 5 | 0 | 3 | 3 | 4  |
| 2021                      | Česko                     | MS                        | 5 | 0 | 0 | 0 | 0  |
| Juniorská kariéra celkově | Juniorská kariéra celkově | Juniorská kariéra celkově | 5 | 0 | 3 | 3 | 4  |
| Seniorská kariéra celkově | Seniorská kariéra celkově | Seniorská kariéra celkově | 5 | 0 | 0 | 0 | 0  |